# Парке ду Сабия
Стадион Парке ду Сабия (порт. Estádio Parque do Sabiá), также известный как Муниципальный стадион Жоао Авеланжа (порт. Estádio Municipal João Havelange) — универсальный стадион для спортивных соревнований. В настоящее время используется в основном для проведения футбольных матчей. Это домашняя арена клуба Уберландия. Парке ду Сабия — самый крупный стадион в штате Минас-Жерайс.

## История

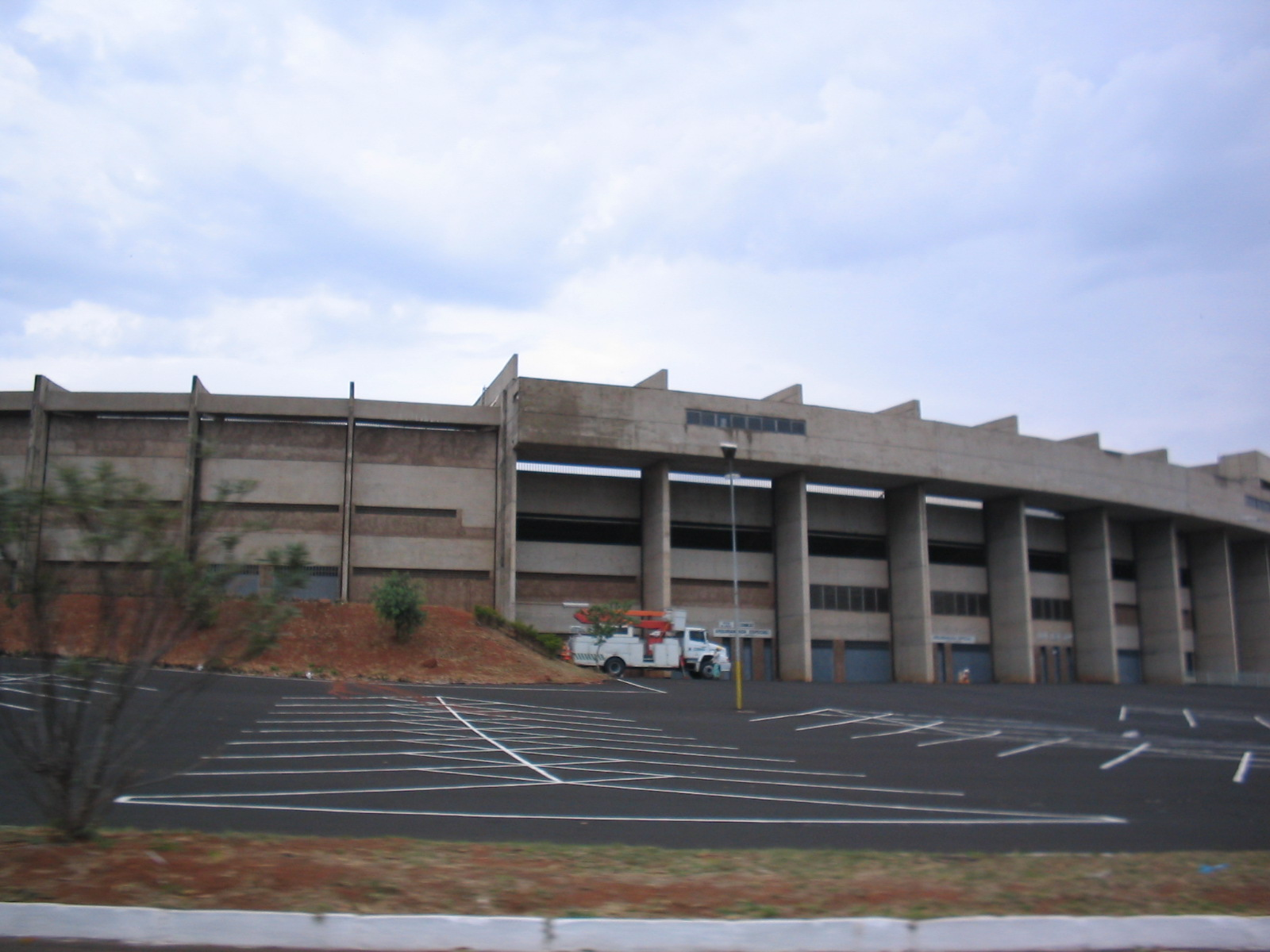
Стадион Парке до Сабиа

Стадион был построен в 1982 году и мог вмещать 75 000 зрителей, но для безопасности туда не пускали более 72 тыс. зрителей. Парке ду Сабия был введен в эксплуатацию 27 мая 1982 года, он был так назван Parque do Sabiá (Парк Дрозда), потому что был построен около парка, где живут эти птицы.
Стадион принадлежит муниципалитету Уберландии. Второе его название было присвоено в честь бывшего президента ФИФА Жоао Авеланжа.
В 1995 году был переименован в Муниципальный стадион Жоао Авеланжа после предложения члена городского совета Леонидио Букаса. Однако новое название было не принято поклонниками «Уберландии» и арена носит два названия.
Первый матч на новой арене был сыгран 27 мая 1982 года, когда сборная Бразилии по футболу разгромила ирландскую национальную команду 7:0. Первый гол на новом стадионе забил Фалькао.
В настоящий момент вместимость стадиона составляет около 53 тыс. зрителей.